# Пюхя-Хякки (национальный парк)

## Общие сведения
Национальный парк Пюхя-Хякки (Pyhä-Häkin kansallispuisto) расположен в Центральной Финляндии. Основан в 1956 г., расширен в 1982 г. Общая площадь - 13 кв.км. Его создание предполагалось ещё в 30-е гг., но планы были нарушены II мировой войной.

## Достопримечательности и возможности осмотра
Национальный парк представляет собой самый большой участок девственных лесов, сохранившийся в южной половине Финляндии. Самое большое дерево национального парка начало свой рост в 1518 г. и продолжало его до 2004 г. В 2004 г. это дерево погибло, но оно продолжает стоять. Половина площади национального парка заболочена, через его территорию проложены две туристские тропы длиной 3,5 и 6 км. На территории парка имеется старая ферма Пойка–ахо (Poika–aho), превращенная в музей. Есть также озеро Котаярви (Kotajärvi), на берегу которого разрешается разводить костры. Дрова для этого предоставляются бесплатно .

## Название
Происхождение названия связано с человеком по имени Мауно Хяккинен, жившим здесь в середине XVI в. Там, где он жил, образовалась деревня Пюхя-Хякки, где "Пюхя" - часть названия соседнего озера Пюхяярви, а "Хякки" - часть фамилии, видимо, использовавшаяся как прозвище. Деревня исчезла, а её название перешло к национальному парку 

## Внешние ссылки
- Outdoors.fi – Pyhä-Häkki National Park
- The park's unofficial webpage. Архивировано из оригинала 4 марта 2016 года.
- baumzaehlen - Forest and tree photos from Pyhä-Häkki National Park. Архивировано из оригинала 25 декабря 2012 года.